# Leptogium rogersii
Leptogium rogersii är en lavart som beskrevs av Verdon. Leptogium rogersii ingår i släktet Leptogium och familjen Collemataceae.   Inga underarter finns listade i Catalogue of Life.